# Dipterocarpus rigidus
Dipterocarpus rigidus (лат.) — вид тропических деревьев из рода Диптерокарпус семейства Диптерокарповые. Распространён во влажных тропических лесах Юго-восточной Азии: островах Суматра и Калимантан, а также на Малаккском полуострове. Высота дерева до 50 метров. Диаметр ствола до 100 см. Листья 13—25 см в длину и 8—16 см в ширину.